# Józef Elsner
Józef Antoni Franciszek Elsner (uneori Józef Ksawery Elsner; nume de botez, Joseph Anton Franz Elsner; 1 iunie 1769 – 18 aprilie 1854) a fost un compozitor, profesor de muzică și muzicolog polonez. A fost unul dintre primii compozitori din Polonia care a introdus elemente de muzică populară în operele sale.
A compus lucrări simfonice, camerale, vocal-instrumentale (dintre care aproximativ 120 religioase) și 38 de opere. Este cunoscut drept principalul profesor de pian al tânărului Frédéric Chopin.

## Viața
Józef Elsner s-a născut în Grottkau, Herzogtum Neisse (Ducatul de Nysa), în apropiere de Breslau, Regatul Prusiei, pe 1 iunie 1769. Tatăl său a fost Franz Xaver Elsner, iar mama lui făcea parte din faimoasa familie Matzke din Glatz, care avea puternice legături cu limba și cultura cehă în Boemia. Józef Elsner a fost inițial educat pentru preoție la mănăstirea dominicană din Breslau, Școala Sf. Matei, și la Colegiul iezuit local, însă a ales domeniul muzical. Între 1832–1837, el va compune 19 piese religioase pentru Catedrala din Breslau.
După ce și-a completat studiile în Breslau și a fost violonist la Brünn, a devenit al doilea Kapellmeister la Opera Germană din Lemberg în 1792. Acolo, în 1796, s-a căsătorit cu Klara Abt, care a murit însă un an mai târziu. În 1799, împreună cu Wojciech Bogusławski, a mers în noua Prusie de est, devenind dirijorul principal, mai întâi la Teatrul German, apoi la Teatrul Național Polonez din Varșovia.
Elsner a călătorit la Paris, Dresda și Posen (Poznań), unde l-a întâlnit pe E.T.A. Hoffmann, împreună înființând în 1805 Musikressource. În 1802 s-a căsătorit cu cea de-a doua soție, Karolina Drozdowska. În urma unor plângeri cum că ar fi preferat germanii, Elsner s-a retras din teatru.
Pe parcursul șederii lui în Varșovia, numele lui Elsner și viața sa de familie au fost polonizate. Etnicitatea sa nu ar trebui evaluată însă în concordanță cu identitatea națională proprie sec. XIX și XX, el declarându-se silezian.
În 1799-1824, Elsner a fost dirijor la Teatrul Național din Varșovia, unde au avut loc premierele operelor sale. De asemenea, a predat la Liceul din Varșovia, găzduit în Palatul Kazimierz.
Elsner a fost profesor pentru Ignacy Feliks Dobrzyński și Frédéric Chopin. Există de asemenea indicii că i-ar fi fost profesor și compozitoarei și pianistei Maria Szymanowska. Chopin i-a dedicat lui Elsner Sonata pentru pian nr. 1 în do minor, compusă în perioada când era studentul lui Elsner. Fiind unicul profesor de pian al lui Chopin între 1823-1829, Elsner i-a predat teoria muzicii și compoziție. "Chopin, Fryderyk, elev în anul III, capacități uimitoare, geniu muzical", nota Elsner în jurnalul său.
Pe 18 aprilie 1854, Elsner se stinge din viață la Elsnerów, domeniul denumit după dânsul, care se află acum la granița orașului Varșovia.

## Lucrări
Compozițiile lui Elsner includ:
- Operele Leszek Biały (Leszek cel Alb) și Król Łokietek
- Oratoriul Męka Pana Naszego Jezusa Chrystusa (Pasiunea Domnului Nostru Iisus Hristos)
- Opt simfonii
- Poloneze, valsuri și marșuri
- Missa în Si bemol Major și Missa în Fa Major
- Nieszpory do NMP (Vecernia pentru Fecioara Maria)

A fost unul dintre primii compozitori din Polonia care a introdus elemente de muzică populară în operele sale.
A mai scris Sumariusz moich utworów muzycznych (Rezumat al lucrărilor mele muzicale, publicat în 1957)

## Link extern
- Partituri de Józef Elsner la International Music Score Library Project